# 近鉄玉手山遊園地
近鉄玉手山遊園地（きんてつたまてやまゆうえんち）は、かつて大阪府柏原市玉手町・円明町に存在した遊園地。近畿日本鉄道の子会社である近鉄興業株式会社（解散）が運営していた。

## 概要
1908年（明治41年）8月に、現在の近鉄道明寺線・南大阪線の一部・長野線を運営していた河南鉄道によって開園した。この河南鉄道は1919年（大正8年）に大阪鉄道（大鉄）と改称する鉄道会社で、のちに同じ近鉄系の遊園地となる菖蒲池遊園地（1926年開園）と生駒山上遊園地（1929年開園）が大阪電気軌道（大軌）によって開園したのに対し、玉手山遊園地は大鉄系の遊園地だった。
石川を挟んで対岸に位置する道明寺駅が最寄駅となるため、北方の石川橋（長尾街道）まで迂回する必要があったが、1928年（昭和3年）3月に大鉄によって玉手橋が架橋され、便宜が図られた。
1998年（平成10年）5月31日をもって閉園し、西日本最古の遊園地としての歴史に幕を下ろした。開園以来多くの市民に愛されたが、入場者の減少や交通の便の悪さもあり閉園に至った。閉園間際の入園料は、おとな500円・こども300円・のりもの乗り放題（にこにこパス）700円（おとな・こども両方とも）・入園＋のりもの乗り放題（にこにこパスセット）1000円（おとな・こども両方とも）であった。
昭和30年代の最盛期には、現在の玉手小学校から山頂の玉手町にかけての一帯に広がった広大な敷地を有し、年間数万人の来園者が訪れ、大阪府内でも有数の遊園地として賑わった。
春先には山全体が桜の花が満開となった。3カ所あったゲートのうち、玉手山公園として現在も使用されている山上の東ゲートと現在玉手小学校の取り付け道路となっている場所にあった西ゲートから山上に向かっては、玉手山斜面をぐるっと取り巻く形で桜並木があり、山上まで繋がっていた。中央ゲートに繋がるメイン広場には日本猿の檻や、イノシシなどの小動物の檻、管理棟のあった一段上の広場には中央に立派な野鳥舎と、それを囲むようにクジャクなどの鳥舎があり、メイン広場全体がミニ動物園になっていた。「SLのりば」には本格的なお猿の電車が走っており、その近くには飛行機塔もあった。通用口（現在の玉手山公園南口）脇の窪地にはイベント用の展示館があり、メイン広場にある「おたのしみ館」とともに時々に応じた特別展示を行っていた。また、現在の玉手山公園昆虫の森の辺りには、洋館造りの初代「昆虫館」があった。春の桜のシーズン、秋の菊人形展など、年間を通じて、多彩なイベントを行っていた。現在も残っている野外劇場では、日曜祝日には着ぐるみショーなどが行われていた。
1961年頃に行われた「自衛隊展」を最後に大きな催しが開催されなくなった。この時を境に、東ゲート付近が高級分譲住宅地に転用され、現在「いこいの森」と呼ばれているあたりに発生した地滑り災害の影響で西ゲートも閉鎖され、その後西ゲート付近も小学校に生まれ変わり、山上付近にあったユネスコ村も撤去されて規模が縮小していった。
それでも春先、秋口の行楽シーズンには、近隣の市町村の幼稚園児や、小学校低学年生の遠足の場として、手軽に行ける遊園地として利用されていた。またかつては来園者のために国分駅から無料のシャトルバスが運行されていた時期もあった。
しかし最新型ジェットコースター等を設備する大型遊戯施設が近隣に出現し、次第に客を奪われるようになると、入場者数が目立って減少し始めた。入園料も有料、無料、再び有料と変更を繰り返し、1998年（平成10年）5月31日、閉園し取り壊されることが決定していたが、敷地の大部分を所有する宗教法人の檀家からの要請で、柏原市が近鉄から遊戯具等の設備を含むほぼそのままの形で運営を引き継ぐこととなり、1年の準備期間を経て1999年3月柏原市立玉手山公園「ふれあいパーク」として再開された。
現在は敷地を近鉄が柏原市に提供し、柏原市立玉手山公園として、広く市民に無料開放している。

## 特徴・エピソード
- 最寄り駅からは、近鉄南大阪線道明寺駅下車徒歩約15分、近鉄大阪線河内国分駅下車徒歩約20分だが、途中からは住宅街の山道を通る。
- 関西の大規模遊園地との差別化を図るため、「絶叫マシンは無いけれど…」がキャッチフレーズだった。
- ヒーローショーも頻繁に興業されたが、予算の都合により、スーパー戦隊はレッドのみ、セーラーチームはムーンのみという非常に寂しいものだった。スペースの都合上アトラクションもほとんどなく、握手会が主体で、ヒーローがひとりぽつねんと入場門から入園して来るのを拍手で迎える「お迎え式」という独特のセレモニーがあった。
- 定期的に粘土細工コーナーが催され、近鉄の主要駅の構内放送やラジオCM等で「ねんどコネコネ玉手山」という遊園地としては他に例を見ないキャッチフレーズが使われた。
- 大坂夏の陣慰霊塔や古墳、小林一茶の句碑などが園内にある。
- 全国の老舗遊園地が閉園する先駆け的存在となった。
- 晩年、桂小枝が朝日放送の「探偵!ナイトスクープ」において、パラダイスシリーズ「柏原のパラダイス」として紹介した。
- 日本で一番長いすべり台が売りだった。
- 敷地内には、在阪テレビ局の柏原テレビ中継局がある。これは生駒山にある送信所（親局）からの電波が山蔭で映りが悪い地域が近辺にあるため。また、ツーカーホン関西の基地局鉄塔があった。